# Mission No. X
Mission No. X es el décimo álbum de estudio de la banda alemana de heavy metal U.D.O., publicado en 2005 por AFM Records. Es el primer disco grabado con el batería Francesco Jovino, que ingresó al grupo después de que Lorenzo Milani anunciara su salida por problemas personales. La producción recibió en su mayoría críticas negativas por parte de la prensa, por ejemplo en el sitio Allmusic afirmaron que en vez de progresar en el sonido, esta vez retrocedieron a los elementos del heavy metal y power metal de los ochenta con canciones poco inspiradas.
Por otro lado, el álbum alcanzó el puesto 92 en la lista alemana Media Control Charts un par de semanas después de su lanzamiento.

## Lista de canciones
Todas las canciones escritas por Udo Dirkschneider y Stefan Kaufmann, a menos que se indique lo contrario.

| N.º | Título                            | Escritor(es)                          | Duración |  |
| 1.  | «The Embarkation»                 |                                       | 1:30     |  |
| 2.  | «Mission No. X»                   | Dirkschneider, Kaufmann, Igor Gianola | 4:07     |  |
| 3.  | «24/7»                            |                                       | 3:57     |  |
| 4.  | «Mean Streets»                    |                                       | 4:21     |  |
| 5.  | «Primecrime on Primetime»         |                                       | 3:56     |  |
| 6.  | «Eye of the Eagle»                |                                       | 5:08     |  |
| 7.  | «Shell Shock Fever»               |                                       | 3:53     |  |
| 8.  | «Stone Hard»                      |                                       | 4:21     |  |
| 9.  | «Breaking Down the Borders»       |                                       | 3:19     |  |
| 10. | «Cry Soldier Cry»                 |                                       | 5:16     |  |
| 11. | «Way of Life» (versión regrabada) |                                       | 3:39     |  |
| 12. | «Mad for Crazy»                   |                                       | 3:47     |  |

| Pista adicional para Japón |             |          |  |
| N.º                        | Título      | Duración |  |
| 13.                        | «Rebellion» | 4:41     |  |

## Músicos
- Udo Dirkschneider: voz
- Stefan Kaufmann: guitarra eléctrica
- Igor Gianola: guitarra eléctrica
- Fitty Wienhold: bajo
- Francesco Jovino: batería

Músicos invitados
- Mathias Dieth: solo de guitarra en «Way of Life»
- Johannes Schiefner: uilleann pipes en «Cry Soldier Cry»